# Waldemar Olejniczak
Waldemar Ryszard Olejniczak (ur. 9 grudnia 1961 w Przybojewie) – polski polityk, przedsiębiorca i samorządowiec, poseł na Sejm VIII i IX kadencji.

## Życiorys
Absolwent studiów w zakresie zarządzania na Uniwersytecie Warszawskim (2000). Zawodowo zajął się prowadzeniem własnej działalności gospodarczej w ramach spółki z branży metalowo-maszynowej.
W 2002 i 2006 z ramienia lokalnych komitetów oraz w 2014 z listy Prawa i Sprawiedliwości wybierany na radnego powiatu sierpeckiego. W 2015 bez powodzenia kandydował do Sejmu w okręgu płockim, otrzymując 4920 głosów. Został jednak posłem w grudniu 2015, zastępując Wojciecha Jasińskiego. W wyborach w 2019 nie uzyskał poselskiej reelekcji (otrzymał 10 327 głosów). Mandat posła IX kadencji otrzymał kilka tygodni po jej rozpoczęciu w grudniu 2019 w miejsce Marka Opioły. W 2023 bezskutecznie kandydował do Sejmu X kadencji.